# In My Defense
In My Defense (с англ. — «В свою защиту») — второй студийный альбом австралийской хип-хоп-исполнительницы Игги Азалии, выпущенный 19 июля 2019 года на лейблах Bad Dreams Records и Empire. Лид-сингл «Sally Walker» был представлен 15 марта 2019 года. J. White Did It стал исполнительным продюсером альбома, сделав продакшн большинства треков, также продюсерами выступили Гоу Гриззи, Смэш Дэвид и Рико Битс. Большинство критиков негативно отозвались о работе, в то время как пластинка смогла добраться только до 50-го места в чарте Billboard 200.

## Предыстория
В начале 2016 года Azalea выпустила песню «Team», которая должна была стать лид-синглом в поддержку второго студийного альбома, получившего название Digital Distortion. Несколько других песен были выпущены в следующие два года, включая синглы «Mo Bounce», «Switch» и «Savior». В конце 2017 Азалия объявила, что выпуск альбома не состоится, поскольку его слили в сеть, и она работала над новой записью. Вскоре после этого было объявлено, что она подписала контракт с лейблом Island Records. В середине 2018 года Азалия выпустила мини-альбом Survive the Summer. Через несколько месяцев после его выхода Азалия объявила, что покидает Island Records и теперь она — независимый артист.
11 августа 2018 года Игги Азалия опубликовала пост в социальной сети Twitter, в котором выразила своё желание вернуться в студию для записи нового альбома. В ноябре того же года Азалия подписала сделку со звукозаписывающим лейблом Empire стоимостью в несколько миллионов долларов после расторжения контракта с лейблом Island Records.
В феврале 2019 года исполнительница объявила о выходе песни «Sally Walker» в качестве первого сингла с предстоящего альбома. Выход сингла состоялся 15 марта 2019 года. Музыкальное видео на песню было выпущено в тот же день. В апреле 2019 Игги заявила о выходе второго сингла «Started», релиз которого состоялся 3 мая. 19 июля вместе с видеоклипом состоялся релиз третьего сингла с альбома — «Fuck It Up» совместно с рэпершей Kash Doll. В тот же день вышел и сам альбом. 28 июня вместе с предзаказом альбома стал доступен промосингл «Just Wanna».

## Отзывы критиков
In My Defense получил в основном негативные отзывы от музыкальных критиков. Согласно сайту Metacritic средняя оценка альбома — 39 из 100 (на основе четырёх рецензий). Крейг Дженкинс из Vulture заявил, что «Альбом — продолжающаяся разочарованием еще со времен Digital Distortion». Николас Тайрел в ревью для Clash пишет: «Азалия улучшила свой флоу, хотя истории не совсем актуальны», он также заметил, что «Азалия пытается подать нам то, что мы хотим услышать, однако не то, что у неё на уме». В негативном обзоре для Pitchfork Дэни Блюм отмечает, что альбом является карикатурой на рэп, в песнях слишком много басов, „skrrrt“, „дорогой мишуры“, многие треки звучат так, будто это имитации того, как сегодня выглядят рэп-песни, которыми она восхищается. Также она раскритиковала лирику, сравнив тексты некоторых песен с подписями в Инстаграме.

## Список композиций
| №                   | Название                                  | Автор(ы)                                     | Продюсер               | Длительность |
| ------------------- | ----------------------------------------- | -------------------------------------------- | ---------------------- | ------------ |
| 1.                  | «Thanks I Get»                            | Аметист Келли                                | J. White Did It        | 2:34         |
| 2.                  | «Clap Back»                               | Аметист Келли                                | J. White Did It        | 3:28         |
| 3.                  | «Sally Walker»                            | Аметист Келли, J. White Did It               | J. White Did It        | 2:58         |
| 4.                  | «Hoemita» (при участии Lil Yachty)        | Аметист Келли, Майлс МакКоллум               | J. White Did It        | 3:03         |
| 5.                  | «Started»                                 | Аметист Келли, Ронни Райт                    | J. White Did It        | 3:06         |
| 6.                  | «Spend It»                                | Аметист Келли                                | J. White Did It        | 3:12         |
| 7.                  | «Fuck It Up» (при участии Kash Doll)      | Аметист Келли, Аркейша Найт                  | J. White Did It        | 2:51         |
| 8.                  | «Big Bag» (при участии Stini)             | Аметист Келли, Кевин Прайс, Сэмьюэл Джименез | Гоу Гриззи, Смэш Дэвид | 2:49         |
| 9.                  | «Comme des Garçons»                       | Аметист Келли, Рикардо Ламарре               | Рико Битс              | 3:39         |
| 10.                 | «Freak of the Week» (при участии Juicy J) | Аметист Келли, Джордан Хьюстон, Пол Бюрегар  | J. White Did It        | 3:12         |
| 11.                 | «Just Wanna»                              | Аметист Келли                                | J. White Did It        | 2:47         |
| 12.                 | «Pussy Pop»                               | Аметист Келли                                | J. White Did It        | 1:53         |
| Общая длительность: | Общая длительность:                       | Общая длительность:                          | Общая длительность:    | 35:32        |

## Чарты
| Чарт (2019)                                  | Пиковая позиция |
| -------------------------------------------- | --------------- |
| Австралия (ARIA)                             | 52              |
| Австралия (ARIA Urban Albums)                | 18              |
| Бельгия/Валлония (Ultratop)                  | 137             |
| Ирландия (IRMA Independent Albums)           | 13              |
| Великобритания (UK Digital Albums Chart)     | 36              |
| Великобритания (UK Independent Albums Chart) | 35              |
| Великобритания (UK R&B Albums Chart)         | 7               |
| США (Billboard 200)                          | 50              |
| США (Billboard Independent Albums)           | 6               |
| США (Billboard Top R&B/Hip-Hop Albums)       | 25              |
| США (Rolling Stone 200)                      | 22              |

## История релизов
| Регион | Дата            | Формат                      | Лейбл      | Прим.  |
| ------ | --------------- | --------------------------- | ---------- | ------ |
| Мир    | 19 July 2019    | цифровая загрузка, стриминг | Bad Dreams |        |
| Мир    | 2 августа 2019  | CD                          | Bad Dreams | [ 34 ] |
| Мир    | 26 августа 2019 | LP, кассета                 | Bad Dreams | [ 35 ] |